# Церква Введення в храм Пресвятої Богородиці (Велика Горожанна)
Церква Введення в храм Пресвятої Богородиці в с. Велика Горожанна — дерев'яна церква у селі Велика Горожанна Миколаївського району Львівської області України. Зведена у 1798 році, разом із дзвіницею мала статус пам'ятки архітектури місцевого значення (охоронні № 467/1-М і № 467/2-М). Була найбільшою дерев'яною сакральною спорудою Львівщини, згоріла у 2018 році.

## Історія
Перша згадка про церкву в селі Велика Горожанна датована 1515 роком. У 1798 році звели дерев'яну церкву Введення Богородиці, замість старої, збудованої 1720 року. У 1862 та 1922 роках проводили реконструкцію церковної будівлі. Станом на 1930 рік цекрва підпорядковувалася Комарнянському деканату Перемишльської єпархії греко-католицької церкви, парафія нараховувала 2 107 осіб. При церкві діяли читальня товариства «Просвіта» і семикласна школа.
За незалежної України церква перейшла у підпорядкування до Миколаївського деканату Стрийської єпархії УГКЦ.
У неділю 5 серпня 2018 року в церкві почалася пожежа. Незважаючи на зусилля пожежників, церква вигоріла зсередини повністю, три найбільші бані обвалилися, також пожежа знищила все церковне майно та інвентар. Вдалося врятувати лише дерев'яну дзвіницю. Однією з імовірних причин пожежі місцеві мешканці назвали зумисний підпал через конфлікт частини громади з парохом церкви щодо зловживань останнім церковними грошима, за іншою версією пожежу спричинили неполадки в електромережі.

## Опис
Дерев'яна церква у Великій Горожанні первісно була тризрубною і триверхою, кожен із зрубів завершувався восьмериком (нижчими над бабинцем і вівтарем, вищим над навою), увінчаним шоломовою банею із заломом. Пізніше, найімовірніше — при реконструкції 1862 року, будівлю церкви значно розширили, добудувавши до бабинця ще один зруб, увінчаний парою шоломових бань на двох восьмериках, завдяки чому церква у Великій Горожанні стала чотиризрубною і п'ятиверхою, видовженою у плані. До вівтарної частини прибудували захристію, вкриту трисхилим дахом. Будівлю церкви оточувало високе піддашшя.
В інтер'єрі церкви зберігався різьблений іконостас XVIII ст., нижній ярус якого вирізнявся рокайлевими мотивами. Також в церкві раніше висів портрет єрусалимського патріарха Якова роботи львівського майстра Йова Кондзелевича, його передали до Національного музею у Львові. На надпоріжнику південних дверей нави був напис «Та церква збудована: Року Божого — 1798».
Неподалік, на північний захід від церкви стояла дерев'яна триярусна, вкрита наметовим дахом дзвіниця, перший ярус — зрубного типу, другий і третій — стовпові, під дахом — відкрита аркада із підсябиттям. Біля дзвіниці стояла фігура Пресвятої Богородиці.

## Галерея

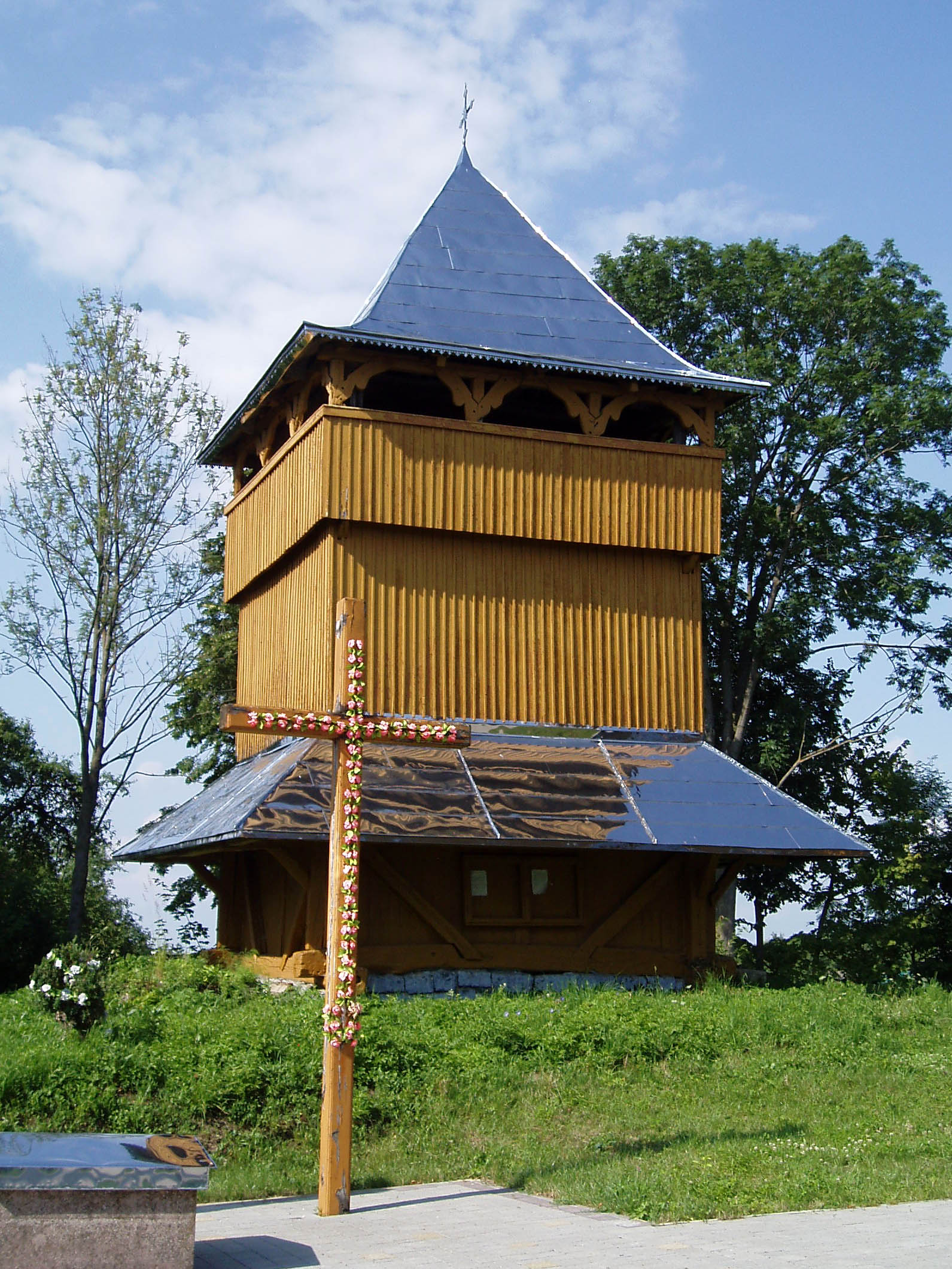
Дзвіниця
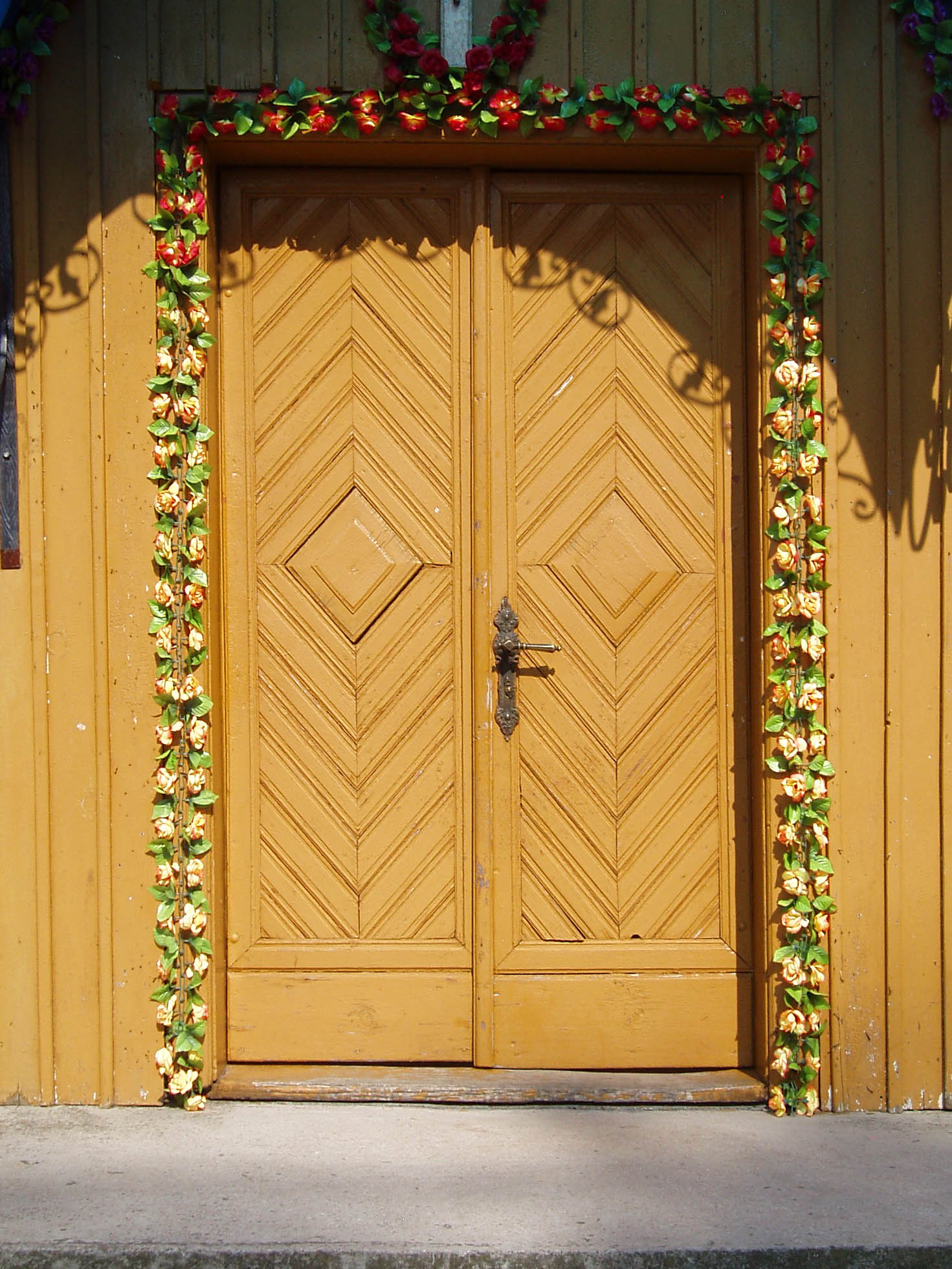
Двері церкви
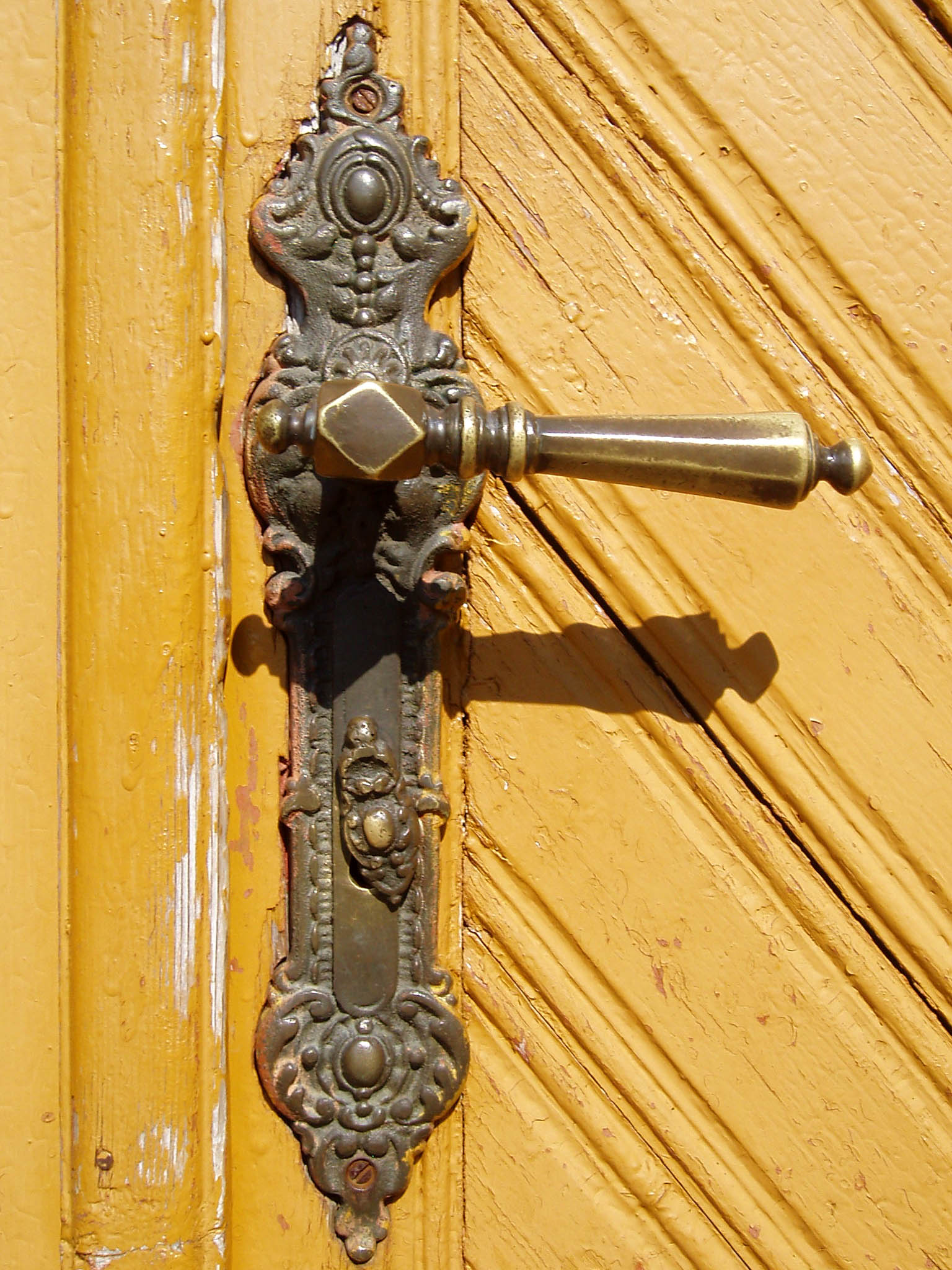
Дверна ручка